# Ігнасіо Флорес
Ігнасіо Флорес (ісп. Ignacio Flores, 31 липня 1953, Мехіко — 11 серпня 2011, Куернавака) — мексиканський футболіст, що грав на позиції захисника за клуб «Крус Асуль», а також національну збірну Мексики.

## Клубна кар'єра
У дорослому футболі дебютував 1972 року виступами за команду «Крус Асуль», кольори якої і захищав протягом усієї своєї кар'єри гравця, що тривала дев'ятнадцять років. Більшість часу, проведеного у складі «Крус Асуль», був основним гравцем захисту команди, взявши участь у майже 400 іграх національної першості Мексики.

## Виступи за збірну
1975 року дебютував в офіційних матчах у складі національної збірної Мексики.
1978 року у складі збірної був учасником тогорічного чемпіонату світу в Аргентині, де мексиканці програли усі три матчі групового етапу. Флорес взяв участь в останній грі проти збірної Польщі, яка завершилася поразкою 1:3.
Загалом протягом кар'єри у національній команді, яка тривала 7 років, провів у її формі 12 матчів.

## Загибель
У ніч на 11 серпня 2011 року став об'єктом збройного нападу на трасі Мехіко—Куернавака. Четверо чоловіків, озброєних автоматами Калашникова, біля заправної станції здійснили напад на автомобіль, в якому перебував колишній футболіст і члени його родини. В результаті обстрілу Ігнасіо Флорес отримав 27 кульових поранень, від яких помер по дорозі до лікарні. 